# Îles Finocchiarola
Les îles Finocchiarola [finɔkjaʁɔl(a)] forment un archipel inhabité de la Mer de Ligurie. Elles se trouvent toutes proches de la côte nord-est du cap Corse, sur la commune Rogliano, entre la baie de Tamarone (au sud) et celle de Santa-Maria (au nord), et sont constituées de trois îlots désertiques :
- Terra, le plus proche de la côte (200 m) ;
- Mezzu, l'îlot central ;
- Finuchjarola, le plus grand, le plus haut et le plus au large des îlots (500 m) ; il culmine à 27 m au niveau de la tour ruinée.

## Histoire
En 1594, une tour littorale fut construite au point culminant du plus grand îlot. Elle était destinée à la défense du Cap corse sous l'occupation génoise et est aujourd'hui en état de ruine.
Les deux îlots les plus au larges sont la propriété du Conservatoire du littoral aujourd'hui, et le troisième entre dans sa zone d'intervention.

## Écologie
L'archipel fait partie de la Réserve naturelle des îles Finocchiarola depuis 1987.
La réserve fut principalement mise en place pour la préservation du goéland d'Audouin, espèce endémique.

Les îlots présentent une faune et une flore très particulière. Ils tirent d'ailleurs leur nom d'une plante caractéristique, le fenouil sauvage, finochju en corse.